# Zločin proti míru
Zločin proti míru v mezinárodním trestním právu označuje „plánování, přípravu, rozpoutání nebo vedení útočné války nebo války v rozporu s mezinárodními smlouvami, dohodami nebo garancemi či účast na společném plánu či spiknutí k jejich provedení.“
Tato definice zločinů proti míru byla poprvé použita v norimberských principech a později v Chartě OSN. Tato definice je použita v definici útočné války jako zločinu proti míru.
Zásadní výjimkou z této definice je vedení obranných vojenských akcí podle článku 51 Charty Spojených národů. Takové vojenské akce jsou ověřovány Bezpečnostní radou OSN, ale nevyžadují souhlas Spojených národů, aby byly legální podle mezinárodního práva.

## Příklady zločinů proti míru
- Briandův–Kelloggův pakt z roku 1928 posloužil jako právní základ pro vznik pojmu zločin proti míru (zločin útočné války).[2] Po druhé světové válce byl citován jako precedens pro stíhání německých a japonských vůdců za vedení agresivních válek, například japonské invaze do Číny nebo německé invaze do Polska a Sovětského svazu.[3]
- V listopadu 1935 Společnost národů odsoudila italskou agresi proti Etiopii a uvalila na Itálii ekonomické sankce.[4] Právní teoretik Hans Kelsen uvedl, že v etiopském případě Liga „přinejmenším vyvinula určité úsilí, aby splnila svou povinnost v případech nezákonné agrese ze strany členských států proti jiným členským státům“.[5]
- tajný dodatek k paktu o neútočení mezi Sovětským svazem a nacistickým Německem a následná okupace baltských států, severní Bukoviny a Besarábie.[1]
- sovětský útok na Finsko vedoucí k zimní válce.[1]
- Útok KLDR na Jižní Koreu vedoucí ke korejské válce a pozdější zásah čínské armády.[1]
- Útok NATO pod vedením USA na Svazovou republiku Jugoslávie v rámci operace Spojenecká síla v roce 1999 (v té době byla sice schválena rezoluce RB OSN odsuzující konflikt v Kosovu, neexistovala však rezoluce opravňující k útoku)
- Americká invaze do Iráku v roce 2003 (podle vyjádření generálního tajemníka OSN Kofi Annana)[6]
- Ruská invaze na Ukrajinu, zahájena 24. února 2022[7]

## České právo
V českém právu byl zločin proti míru zaveden zákonem na ochranu míru ze dne 20. prosince 1950. Nový trestní zákoník zahrnuje zločiny přípravy útočné války, podněcování útočné války a agrese jako zločiny proti míru.